# Lobocleta lanceolata
Lobocleta lanceolata är en fjärilsart som beskrevs av George Duryea Hulst 1896. Lobocleta lanceolata ingår i släktet Lobocleta och familjen mätare. Inga underarter finns listade i Catalogue of Life.